# Europese Plaat
De Europese Plaat was een tectonische plaat die gevormd was uit een stuk van wat nu Europees Rusland en Oekraïne is en Baltica, wat nu Scandinavië omvat. Later, tijdens de Oeral-orogenese ging het samen met Kazachstanië en de Siberische Plaat de Euraziatische Plaat vormen.